# Batalla de las Aguas Azules
La batalla de las Aguas Azules (en bielorruso: Бітва на Сініх Водах, en lituano: Mūšis prie Mėlynųjų Vandenų, en ucraniano: Битва на Синіх Водах) fue una batalla medieval luchada en algún momento entre el 24 de septiembre y el 25 de diciembre de 1362 cerca de la confluencia del río Sínie Vody (Aguas Azules) o Siniuja con el río Bug Meridional entre los ejércitos del Gran Ducado de Lituania y la Horda de Oro.
Aprovechando el desorden interno en la Horda de Oro por la muerte de los kanes Jani Beg y Berdi Beg, el Gran Duque Algirdas organizó una campaña hacia territorio tártaro. En 1363 Algirdas marchaba entre el bajo Dniéper y el Bug Meridional.
Los lituanos y rutenos ganaron una victoria decisiva contra 3 noyanos locales del kan jochid Murad. La victoria llevó a la ciudad de Kiev y gran parte de la Ucrania actual, incluyendo las pocas pobladas Podolia y Dykra, bajo el control del Gran Ducado de Lituania en expansión. El ducado también ganó acceso al mar Negro. Algirdas dejó a su hijo Vladímir Olguérdovich en Kiev. Kiev ya estaba bajo semi-control de Lituania desde la batalla del río Irpín a principios de la década de 1320. Luego de tomar Kiev, Lituania se convirtió en vecino directo y rival del Principado de Moscú. Podolia fue confiada durante la batalla de los comandantes y sobrinos de Algirdas: Aleksandr, Yuri, Konstantín, y Teodoro, hijos de Koriat (o Kariot).